# Nambikwara
El nambikwara (también denominado nambikuára) es un pueblo indígena nativo de Brasil, que habita en el Amazonas. En la actualidad cuenta con unos 1,200 integrantes que viven en territorios indígenas en el estado brasileño de Mato Grosso a la vera de los ríos Guaporé y Juruena. Se puede acceder a sus villas desde la carretera panamericana.

## Nombre
Los nambikwaras también son llamados pueblo alaketesu, anunsu, nambikwara, o nambiquara.

## Idioma
El pueblo nambikwara habla el idioma nambikuára del sur, el cual es un idioma nambiquarano. Existe un diccionario y una gramática del idioma, la cual ha sido escrita en el alfabeto latino.

## Historia
Los nambikwaras fueron contactados por primera vez en 1770 pero no fue sino hasta el siglo XX cuando han estado en contacto prolongado con los europeos, cuando el oficial del ejército Mariscal Cândido Rondon pasó por el territorio nambikwara durante la instalación de líneas del telégrafo. Rondon estimó que en ese entonces el pueblo nambikwara estaba formado por unos 10 000 individuos. Poco después de establecer contacto con los brasileños europeos, diversas epidemias de sarampión y viruela diezmaron la población hasta que hacia 1930 solo eran unos 500 individuos.
La cultura del pueblo nambikwara ha sido estudiada por el antropólogo francés Claude Lévi-Strauss, y a su vez fue posteriormente analizada por el filósofo Jacques Derrida en su obra Sobre la gramatología.

## Bandas y subgrupos
La nación nambikuara está conformada por numerosas bandas pequeñas cada una de las cuales posee su denominación propia.
- Nambikwara do Sarare
  - Kabixí do Mato Grosso
- Nambikwara do Campo del Mato Grosso — Rondônia
  - Halotesu
  - Hithaulu
  - Sawentesu
  - Wakalitesu
- Nambikwara do Norte de Rondônia — Mato Grosso
  - Lakondê
  - Latundê, A.I. Tubarão-Latunde.
  - Mamaindê, A.I. Pirineus de Souza, y A.I. Vale do Guaporé
  - Nambikwara
  - Manduka, A.I. Pirineus de Souza
  - Negarotê, A.I. Vale do Guaporé
  - Tagnaní
  - Tamaindé
  - Tawandê
  - Tawitê o Tauite.
- Nambikwara do Sul del Mato Grosso 
  - Alaketesu
  - Alantesu
  - Galera
  - Hahaintesu, A.I. Vale do Guaporé
  - Kabixí
  - Munduka
  - Waikisu, A.I. Vale do Guaporé
  - Wasusu, A.I. Vale do Guaporé

- Sabanê
  - Sabanê, A.I. Pirineus de Souza